# البونی
البونی (به عربی: البوني) یک شهرداری‌های الجزایر در الجزایر است که در El Bouni District واقع شده‌است.